# Schilbe tumbanus
Schilbe tumbanus is een straalvinnige vissensoort uit de familie van de glasmeervallen (Schilbeidae). De wetenschappelijke naam van de soort is voor het eerst geldig gepubliceerd in 1926 door Pellegrin.